# جرادة (سرار)

تعديل مصدري - تعديل

جراده هي إحدى قرى عزلة سرار بمديرية سرار التابعة لمحافظة أبين، بلغ تعداد سكانها 115 نسمة حسب تعداد اليمن لعام 2004.